# Boconon
Boconon ou Bokonon est un prêtre du Fâ ou oracle dans la culture endogène du Danxomè (Bénin).

## Importance
Solliciter par les individus lambda, des vodunon, des têtes couronnées et de la classe politique lors des grandes actions, leur rôle est de consulter le Fâ par l'interprétation du Doü (Chapelet qui sert à consulter le fâ) pour lire l'avenir afin d'avoir des révélations sur les événements qui marqueront le pays, cité ou la personne sur le plan politique, social, économique et spirituel,,,.